# جيمس بيرس (ممثل)
جيمس بيرس (بالإنجليزية: James Pierce)‏ هو لاعب كرة قدم أمريكية وممثل أمريكي، ولد في 8 أغسطس 1900 في منطقة فردية، وتوفي في 11 ديسمبر 1983 في أببل فالي في الولايات المتحدة.

## وصلات خارجية
- جيمس بيرس على موقع IMDb (الإنجليزية)
- جيمس بيرس على موقع قاعدة بيانات الفيلم (الإنجليزية)